# Aurélie Nemours

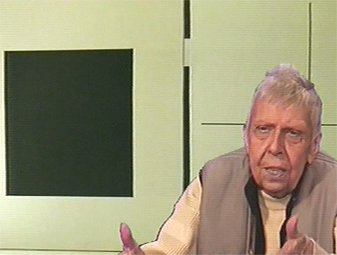
Aurélie Nemours (1995)

Aurélie Nemours (* 29. Oktober 1910 in Paris; † 27. Januar 2005 ebenda) war eine französische Malerin.
Sie studierte das Fach Archäologie an der École du Louvre und war Schülerin des kubistischen Malers und Kunsttheoretikers André Lhote und des kubistischen und konstruktivistischen Malers und Grafikers Fernand Léger.
Nemours erschuf vor allem abstrakt geometrische Werke. Bekannt wurde sie durch ihre Serie „Rythme du millimètre“ („Rhythmus des Millimeters“) und durch ihr geometrisches Spiel mit den Kontrastfarben Schwarz und Weiß.
1994 erhielt sie den „Grand Prix National de la Peinture“ und 2004 zeigte das Centre George Pompidou in Paris eine große Retrospektive mit dem Titel „rythme-nombre-couleur“ (Rhythmus-Zahl-Farbe). Seit 2003 war er assoziiertes Mitglied der Académie royale des Sciences, des Lettres et des Beaux-Arts de Belgique.
Aurélie Nemours wurde 94 Jahre alt.